# Erenler, Oğuzlar
Erenler là một xã thuộc huyện Oğuzlar, tỉnh Çorum, Thổ Nhĩ Kỳ. Dân số thời điểm năm 2010 là 176 người.